# Museu Frida Kahlo
El museu de Frida Kahlo, es troba pràcticament al centre del barri de Coyoacán, al carrer de Londres 247, a la ciutat de Mèxic. Originalment, la casa va pertànyer a la família Kahlo des del 1904 i el 1958 es va convertir en museu.
A aquesta casa va néixer, va viure i va morir la pintora Frida Kahlo. Es poden visitar les seves habitacions que contenen molts dels seus objectes personals, com per exemple el seu llit, els seus miralls, els seus vestits i els seus llibres. A més a més dins de la seva cambra es troben les cendres de la pintora.
Es pot trobar algunes de les més famoses obres de la pintora com:
- Viva la Vida
- Frida i la cesària
- Retrat de la meva família
- El marxisme sanarà els malalts

A la Casa Blava també va viure Diego Rivera durant el seu matrimoni amb Frida Kahlo i després del seu divorci i segona vegada de casament amb Frida, va romandre vivint aquí però en habitacions separades. Per tant, també es troba a la casa part de la col·lecció d'art prehispànic de Diego Rivera, encara que la major part es troba al Museu Diego Rivera-Anahuacalli.